# قصر قرطاج

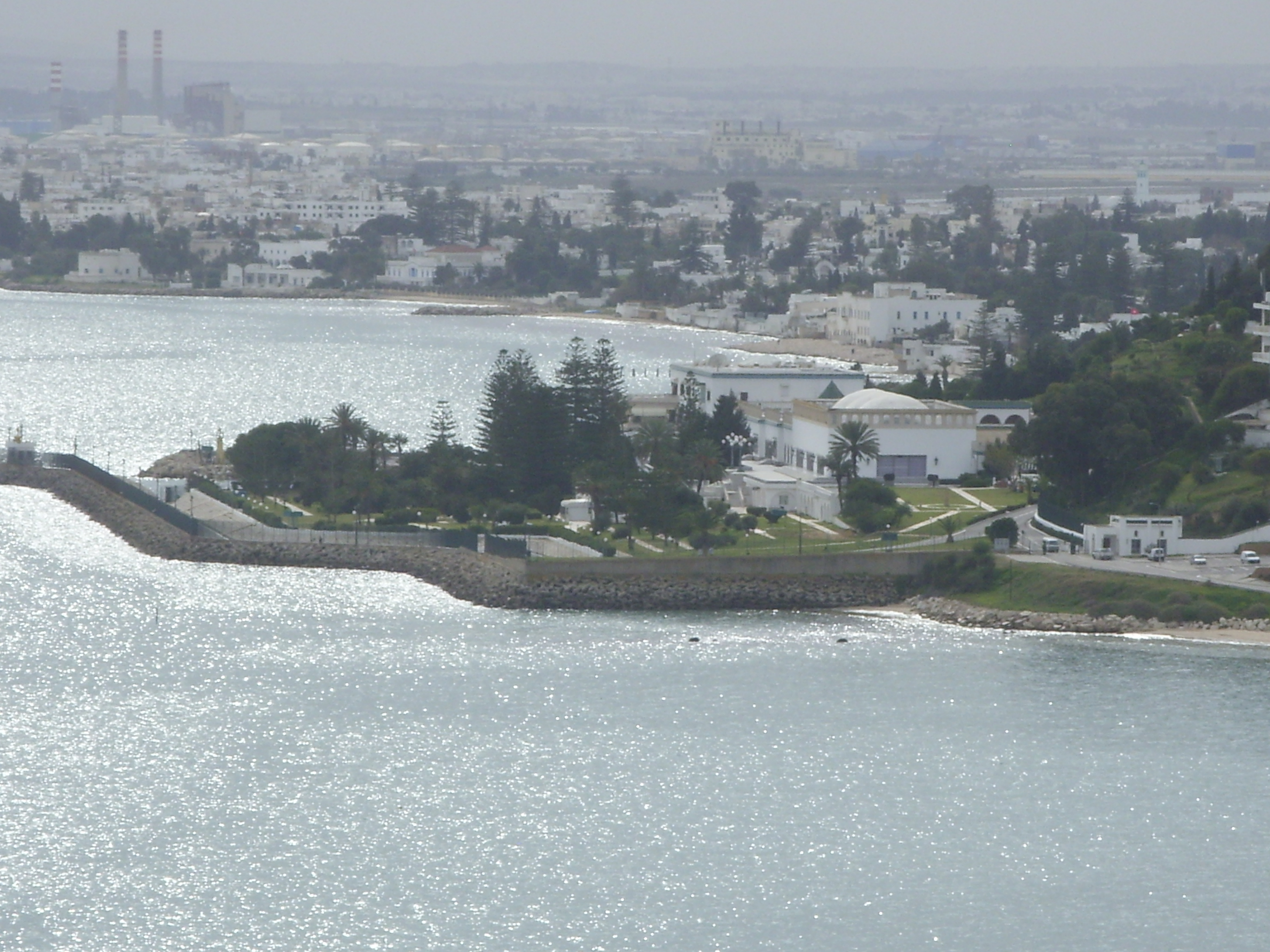
قصر قرطاج

قصر قرطاج الرئاسي أو قصر الجمهورية، هو القصر الرئاسي في تونس والمقر الرسمي لإقامة رئيس تونس. يقع على طول البحر الأبيض المتوسط في مدينة قرطاج الحالية، بالقرب من الموقع الأثري للمدينة القديمة على بعد خمسة عشر كيلومترًا من العاصمة تونس. يحتوي الموقع أيضًا على منزل من تصميم المهندس المعماري لو كوربوزييه.

## مجمع القصر
يتكون مجمع القصر من أربعة أقسام رئيسية: القصر نفسه الذي يشمل البناية المركزية وجناحًا خاصًا يضم شقتين، بالإضافة إلى بناية مخصصة للأمن الرئاسي. كما يضم المجمع أيضًا بنايتين تحتويان على الخدمات العامة والإدارية والمالية.
علاوة على ذلك، يحتوي المجمع على مقر إقامة سفير سويسرا في تونس، وهو مبنى قدمه الرئيس الحبيب بورقيبة للسفير بعد المحاولة الانقلابية ضده في عام 1962. كما يتضمن المجمع نافورة الألف جرار، وهو موقع أثري روماني، لكنه مغلق أمام الزوار نظرًا لوجوده في المحيط الأمني المحيط بالقصر.

## التاريخ
في الأصل، وأثناء فترة الحماية الفرنسية، مكان القصر كان يحتوي مقر إقامة المقيم العام للحكومة التونسية، وهو الموظف الفرنسي المكلف بمراقبة وزراء حكومة بايات تونس.

بعد اختياره كمقر إقامة من قبل الحبيب بورقيبة عوض قصر السعادة في مدينة المرسى قرب العاصمة، أصبح قصر قرطاج مقر الرئيس بعد أن كان مقر إقامة آخر باي.

بعد الاستقلال، شيد بورقيبة قصرا يتماشى مع ذوقه وتطلعاته، وهو ما يتجلى في العديد من مقتنياته التي كانت محفوظة تحت الأرض وتم الكشف عنها على التلفزيون الرسمي في 2011 بعد الثورة التونسية. تم إعطاء مهمة تشييد القصر للمعماري اليهودي الفرنسي التونسي أوليفييه كليمون كاكوب، وبناه على ثلاثة مراحل من الفترة الممتدة بين 1960 و1969، على طراز العمارة العربية-الأندلسية. يغطي القصر مساحة بين 38 و40 هكتار.

أثناء رئاسة الحبيب بورقيبة، استخدم القصر كمقر عمل وإقامة، وكانت عائلته تقيم به حتى انقلاب 7 نوفمبر 1987 الذي قام به رئيس وزرائه أنذاك زين العابدين بن علي. رفض بن علي استعمال نفس مكتب سابقه فأعاد تهيئته، وكذلك هيأ مكتب آخر لزوجته ليلى الطرابلسي. بن علي، استعمل قصر قرطاج للعمل فقط، وبدأ بناء قصر آخر للإقامة، وهو قصر سيدي الظريف، وحتى استكمال بناء قصره الجديد، أقام الرئيس وعائلته في الجناح الخاص من قصر قرطاج.

[بحاجة لمصدر]في 15 يناير 2011، أثناء الثورة التونسية، وبعد يوم من هروب الرئيس بن علي من البلاد، أحاط الجيش الوطني التونسي بالقصر وتواجه مع الحرس الرئاسي لساعات، الذي بقي وفيا للرئيس المخلوع. 
[محل شك]
فؤاد المبزع، الرئيس المؤقت لتسعة أشهر بعد الثورة، استعمل القصر للعمل والإقامة.

بعد انتخابه من قبل المجلس الوطني التأسيسي التونسي، الرئيس الجديد المنصف المرزوقي، استعمل القصر للعمل، وكذلك للإقامة لكن بالتناوب مع منزله الكائن في مدينة سوسة. المرزوقي قرر الرجوع لمكتب بورقيبة ووضع صور لكل من محمد البوعزيزي، فرحات حشاد، محمد الدغباجي، الحبيب بورقيبة وصالح بن يوسف. كان المرزوقي حقوقيا منفيا خارج تونس أثناء حكم زين العابدين بن علي، لذلك وبعد دخوله للقصر فتحه للزيارات الشعبية والطلابية، وأقام به العديد من الندوات الفكرية والعلمية والدينية.

## الهندسة الداخلية
يتكون القصر من عدة قاعات تحمل اسم شخصيات تونسية لها مكانتها في تاريخ البلاد، مثل الحبيب بورقيبة، عبد العزيز الثعالبي وأبو القاسم الشابي.

الاستقبالات الرسمية تقام في قاعة السفراء، الوفود تذهب للغرفة الزرقاء، أين يوجد نموذج للمسجد النبوي (المدينة المنورة) أهداه الملك فهد بن عبد العزيز آل سعود للرئيس بن علي.

## الموظفون
- الامن الرئاسي التونسي

## حوارات قرطاج
بعد الثورة التونسية، وأثناء رئاسة المنصف المرزوقي بين أواخر 2011 و2014، أنشأ المرزوقي حوارات قرطاج  وهي ندوات علمية ودينية وثقافية وسياسية يستضيف فيها الرئيس في كل مرة شخصية معروفة وطنية أو دولية وتقدم محاضرة في أحد المواضيع بحضور العشرات من الشخصيات تونسية والسفراء الأجانب في تونس ومختصين. وكانوا المحاضرين كالآتي:
- 17 مارس 2012: السياسي والباحث والمختص في الإسلام الفرنسي أوليفييه روا حول «نظرة وعلاقة الغرب مع الإسلام والربيع العربي».
- 1 أبريل 2012: الكاتب والمؤرخ والمفكر التونسي هشام جعيط حول «الثقافة والفكر ودورهم في الحياة».
- 20 مايو 2012: المفكر والباحث والسياسي الفلسطيني عزمي بشارة حول «السياقات التاريخية لنشوء العلمانية وأنماطها».
- 7 يوليو 2012: الحائز على جائزة نوبل في الكيمياء، العالم المصري أحمد زويل حول «الثورة العربية القادمة الاقتصادية».
- 2 سبتمبر 2012: المؤرخ التونسي عبد الجليل التميمي والوزير التونسي الأسبق أحمد بن صالح حول «الدور الوطني للمنصف باي للدفاع عن وحدة واستقلال ومصالح الشعب التونسي».
- 20 أكتوبر 2012: الاقتصادي الكندي-الدنماركي روس جاكسون حول «التنمية والاقتصاد».
- 16 نوفمبر 2012: الإمام والشيخ التونسي بشير بن حسن حول «المسألة السلفية في تونس».
- 7 ديسمبر 2012: الرئيس المنصف المرزوقي حول «الإعلان العالمي لحقوق الإنسان».
- 31 مارس 2013: مهندس واقتصادي ومهتم بالعدالة الدولية الفرنسي غوستاف ماسياه حول «أي نموذج بديل لتحول اجتماعي بيئي وديمقراطي».
- 3 مايو 2013: الاقتصادي والسياسي الإكوادوري بيدرو بايز حول «دروس التجربة الإكوادورية».
- 26 أكتوبر 2013: المفكر والباحث الجزائري مصطفى شريف حول «حضارة الوسط».

## مقالات ذات صلة
- الانتقال الديمقراطي في تونس
- سياسة تونس
- رئيس الجمهورية التونسية
- الحبيب بورقيبة
- زين العابدين بن علي
- المنصف المرزوقي
- الباجي قائد السبسي

## روابط خارجية
- الموقع الرسمي لرئاسة الجمهورية التونسية.
- حوارات قرطاج على صفحة الرئاسة الرسمية على اليوتيوب.